# George Coventry (7e comte de Coventry)
Pour les articles homonymes, voir George Coventry.
George William Coventry, 7e comte de Coventry (25 avril 1758 - 26 mars 1831), titré vicomte Deerhurst jusqu'en 1809, est un pair britannique et un membre du Parlement.

## Biographie
Le 7 mai 1776, Coventry se voit confier le drapeau du 64e régiment d'infanterie. Le 21 janvier 1777, il devient lieutenant du 17e régiment de dragons légers.
En 1776, il rejoint Gretna Green avec Lady Catherine Henley, fille du comte de Northington, ce qui conduit à une séparation de longue date de son père, le 6e comte. Interdit de rentrer chez lui, il passe beaucoup de temps avec son ami Richard Worsley (7e baronnet) d'Appuldurcombe House, sur l'île de Wight.
Il a une liaison avec Lady Worsley et est ensuite impliqué dans son enlèvement scandaleux avec George Bisset en 1781 et dans le procès qui suit.
Il est par la suite nommé lieutenant-colonel de la milice de Worcestershire le 10 mai 1806.
Il succède à son père, George Coventry (6e comte de Coventry) en tant que Lord Lieutenant du Worcestershire en 1808 et en tant que comte de Coventry en 1809.

## Famille
En 1783, Il épouse Peggy Pitches, fille du marchand de brandy Abraham Pitches. Ils ont cinq fils, dont le futur 8e comte, et six filles, un fils et une fille mourant très jeunes.
À sa mort en 1831, son fils George Coventry (8e comte de Coventry), lui succède.